# Mohammad Kabbara
Mohammad Abdel Latif Kabbara (ur. 18 października 1944) – libański polityk i biznesmen, sunnita, wielokrotny deputowany libańskiego parlamentu, związany do 2009 r. z Blokiem Trypolijskim pod przywództwem Mohammada Safadiego, a następnie z Al-Mustaqbal.